# 巴巴達格

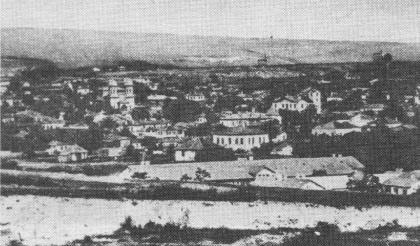
巴巴達格，照片攝於19世紀末

巴巴達格是羅馬尼亞的城鎮，位於該國南部，距離首府勒姆尼庫沃爾恰18公里，由圖爾恰縣負責管轄，面積35.7平方公里，海拔高度220米，2007年人口10,146，大多數居民信奉東正教。

## 外部連結
- Official site